# IC 4362
IC 4362 — спиральная галактика типа SBc в созвездии Центавр. Поверхностная яркость — 12,7 mag/arcmin². Этот объект входит в число перечисленных в оригинальной редакции «Нового общего каталога».